# Mary Stuart Masterson
Mary Stuart Masterson, född 28 juni 1966 i New York, är en amerikansk skådespelerska. Hon är främst känd för rollen som Idgie Threadgoode i Stekta gröna tomater på Whistle Stop Café.
Masterson, dotter till regissören Peter Masterson (1934-2018), växte upp i New York. Hon debuterade i filmsammanhang i Fruarna i Stepford 1975 när hon var åtta år gammal. Hennes första stora roll var 1991 i Stekta gröna tomater på Whistle Stop Café. Förutom ett antal spelfilmer har Masterson också medverkat i musikalen Katt på hett plåttak och i TV-serien Law & Order: Special Victims Unit. 2006 regidebuterade hon med filmen The Cake Eaters.

## Filmografi, i urval
- 1975 – Fruarna i Stepford
- 1986 – Öga mot öga
- 1987 – Some Kind of Wonderful
- 1987 – Det sista slagfältet
- 1989 – Chances Are
- 1991 – Stekta gröna tomater på Whistle Stop Café
- 1993 – Benny & Joon
- 1994 – Bad Girls
- 1996 – En bädd av rosor
- 2004–2005 – Law & Order: Special Victims Unit (TV-serie)
- 2023 – Five Nights at Freddy's